# IC 514
IC 514 је спирална галаксија у сазвјежђу Хидра која се налази на листи објеката дубоког неба у Индекс каталогу.
Деклинација објекта је - 2° 2' 49" а ректасцензија 8h 35m 22,3s. Привидна величина (магнитуда) објекта IC 514 износи 14,1 а фотографска магнитуда 14,9. IC 514 је још познат и под ознакама CGCG 4-66, PGC 24119.